# ماكي تاكادا
ماكي تاكادا (باليابانية: 高田真希) مواليد 23 أغسطس 1989، هي لاعبة كرة سلة يابانية. يبلغ طولها 6 قدم 0 بوصة (1.8 م). مثلت منتخب بلادها. شاركت في دورة الألعاب الأولمبية الصيفية سنة 2016. حققت المركز الثالث في دورة الألعاب الآسيوية 2010.

## الميداليات
| الميدالية | المسابقة                   |
| --------- | -------------------------- |
| برونزية   | دورة الألعاب الآسيوية 2010 |

## روابط خارجية
- ماكي تاكادا على موقع الاتحاد الدولي لكرة السلة (الإنجليزية)
- ماكي تاكادا على موقع كرة السلة الأوروبية.كوم (الإنجليزية)
- ماكي تاكادا على موقع بروبوليرز (الإنجليزية)
- ماكي تاكادا على موقع سبورتس رفرنس (الإنجليزية)
- ماكي تاكادا على موقع اللجنة الأولمبية الدولية (الإنجليزية)
- ماكي تاكادا على موقع أوليمبيديا (الإنجليزية)